# رویال پرینسس (۲۰۱۳)
رویال پرینسس (۲۰۱۳) (به انگلیسی: Royal Princess (2013)) یک کشتی است که طول آن ۳۳۰ متر (۱٬۰۸۳ فوت) می‌باشد. این کشتی در سال ۲۰۱۳ ساخته شد.